# Remi Lenoir
Pour les articles homonymes, voir Lenoir.
Remi Lenoir, né le 17 novembre 1943 aux États-Unis, est un sociologue français.

## Biographie
Il est professeur de sociologie à l'université Paris 1 et directeur du Centre de sociologie européenne.
Spécialiste entre autres de la famille,, il est l'auteur de Généalogie de la morale familiale (Paris, Seuil, Collection "Liber", 2003) et de nombreux articles, notamment dans Actes de la recherche en sciences sociales et dans Sociétés et Représentations. Ancien collaborateur de Pierre Bourdieu, il participe à l'écriture de La Misère du monde ainsi qu'à l'édition de ses cours au Collège de France.